# La Salle (Saona i Loara)
Salle – miejscowość i gmina we Francji, w regionie Burgundia-Franche-Comté, w departamencie Saona i Loara.
Według danych na rok 1990 gminę zamieszkiwały 464 osoby, a gęstość zaludnienia wynosiła 82 osoby/km² (wśród 2044 gmin Burgundii Salle plasuje się na 485. miejscu pod względem liczby ludności, natomiast pod względem powierzchni na miejscu 1198.).